# يان ستيجكال
يان ستيجكال (بالتشيكية: Jan Stejskal) هو لاعب كرة قدم تشيكي في مركز حراسة المرمى، ولد في 14 فبراير 1997 في باردوبيتسه في التشيك. شارك مع منتخب جمهورية التشيك تحت 21 سنة لكرة القدم. أما مع النوادي، فقد لعب مع نادي هراتس كرالوفه.

## وصلات خارجية
- يان ستيجكال على موقع قاعدة بيانات كرة القدم.إي يو (الإنجليزية)
- يان ستيجكال على موقع Soccerway.com (الإنجليزية)